# Côte-Vertu
Côte-Vertu – stacja metra w Montrealu, na linii pomarańczowa. Obsługiwana przez Société de transport de Montréal (STM). Znajduje się w dzielnicy Saint-Laurent.